# Landkreis Osnabrück
Landkreis Osnabrück – powiat w niemieckim kraju związkowym Dolna Saksonia. Siedziba powiatu znajduje się w mieście Osnabrück.
Powiatami partnerskimi w Polsce są powiaty: gryfiński, olsztyński oraz wałecki.

## Podział administracyjny
Landkreis Osnabrück składa się z:
- 5 miast
- 12 samodzielnych gmin (niem. Einheitsgemeinde)
- 4 gmin zbiorowych (Samtgemeinde)

Miasta:
| Lp. | Nazwa miasta               | Ludność (31.12.2008) | Powierzchnia km² |
| --- | -------------------------- | -------------------- | ---------------- |
| 1   | Bad Iburg                  | 11 519               | 36,44            |
| 2   | Bramsche                   | 31 152               | 183,32           |
| 3   | Dissen am Teutoburger Wald | 9330                 | 31,90            |
| 4   | Georgsmarienhütte          | 32 289               | 55,41            |
| 5   | Melle                      | 46 540               | 254,00           |

Gminy samodzielne:
| Lp. | Nazwa gminy                | Ludność (31.12.2008) | Powierzchnia km² |
| --- | -------------------------- | -------------------- | ---------------- |
| 1   | Bad Essen                  | 15 753               | 103,31           |
| 2   | Bad Laer                   | 9248                 | 46,85            |
| 3   | Bad Rothenfelde            | 7351                 | 18,19            |
| 4   | Belm                       | 13 806               | 46,67            |
| 5   | Bissendorf                 | 14 331               | 96,36            |
| 6   | Bohmte                     | 13 158               | 110,75           |
| 7   | Glandorf                   | 6850                 | 59,88            |
| 8   | Hagen am Teutoburger Wald  | 14 192               | 34,49            |
| 9   | Hasbergen                  | 11 167               | 21,37            |
| 10  | Hilter am Teutoburger Wald | 10 222               | 52,60            |
| 11  | Ostercappeln               | 9531                 | 100,18           |
| 12  | Wallenhorst                | 23 865               | 47,18            |

Gminy zbiorowe:
| Lp. | Nazwa gminy  | Ludność (31.12.2008) | Powierzchnia km² | Liczba gmin |
| --- | ------------ | -------------------- | ---------------- | ----------- |
| 1   | Artland      | 22 796               | 189,32           | 4           |
| 2   | Bersenbrück  | 28 200               | 255,45           | 7           |
| 3   | Fürstenau    | 16 568               | 224,65           | 3           |
| 4   | Neuenkirchen | 10 368               | 152,80           | 3           |